# Jollj Ceramica
Giovanni Battaglin e Fausto Bertoglio in 1976.
A equipa Jollj Ceramica foi um equipa ciclista italiana, de ciclismo em estrada que competiu entre 1973 a 1977.

De seus resultados destaca sobretudo a vitória final ao Giro de Itália de 1975, por parte de Fausto Bertoglio.

## Corredor melhor classificado nas Grandes Voltas
| Ano  | Giro de Itália         | Tour de França       | Volta a Espanha |
| ---- | ---------------------- | -------------------- | --------------- |
| 1973 | 3.º Giovanni Battaglin | -                    | -               |
| 1974 | 6.º Giovanni Battaglin | -                    | -               |
| 1975 | 1.º Fausto Bertoglio   | Abandono             | -               |
| 1976 | 3.º Fausto Bertoglio   | 9.º Fausto Bertoglio | -               |
| 1977 | 11.º Simone Fraccaro   | -                    | -               |

## Principais resultados
- Giro do Lacio: Giovanni Battaglin (1973)
- Volta a Catalunha: Fausto Bertoglio (1975)
- Giro de Puglia: Giovanni Battaglin (1975), Pierino Gavazzi (1977)
- Tour norteño-oeste de Suíça: Simone Fraccaro (1977)

### Nas grandes voltas
- Giro de Itália
  - 5 participações (1973, 1974, 1975, 1976, 1977)
  - 8 vitórias de etapa:
    - 1 o 1974: Pierino Gavazzi
    - 4 o 1975: Knut Knudsen, Giovanni Battaglin (2), Fausto Bertoglio
    - 1 o 1976: Simone Fraccaro
    - 2 o 1977: Simone Fraccaro, Knut Knudsen

  - 1 classificação finais:
    - Fausto Bertoglio (1975)

  - 0 classificações secundárias:

- Tour de France
  - 2 participações (1975, 1976)
  - 1 vitórias de etapa:
    - 1 no 1976: Giovanni Battaglin

  - 0 classificações secundárias:

- Volta a Espanha
  - 0 participações